# Heriades fujiyamai
Heriades fujiyamai is een vliesvleugelig insect uit de familie Megachilidae. De wetenschappelijke naam van de soort is voor het eerst geldig gepubliceerd in 1952 door Yasumatsu & Hirashima.